# Jean Gauguin
Jean René Gauguin (født 12. april 1881 i Paris, død 21. april 1961 i København) var en fransk/dansk billedhugger. Ved OL i 1924 vandt han bronzemedalje for bronzestatuen Nævefægteren.

## Karriere
Jean Gauguin blev udlært tømrer og arbejdede en tid som sømand. Men det var skulpturerne, der trak i ham, og han kom til at ernære sig som billedhugger, skønt han ikke fik nogen uddannelse inden for dette fag. Som billedhugger arbejdede han både med træ, bronze og sten. Han blev kunstner hos Bing & Grøndahl i 1923, og han arbejdede i fajance for blandt andet franske Sèvres. Han har udført havespringvandet på Ordrupgaard, der nu står indendørs.
Nævefægteren, som han deltog ved OL med, findes nu på Statens Museum for Kunst sammen med andre af hans skulpturer. To af hans statuer er ved Ceres Park & Arena i Aarhus; en udgave i gips og cement af Nævefægteren (også kaldet Urkraften, 1926) og Fodboldspillere (1936), mens Diskoskasteren ved Riisvangen Stadion i Aarhus også stod ved Ceres Park.

## Familie
Han var søn af den franske maler Paul Gauguin og danske Mette, født Gad. Jean René Gauguin var den næstyngste af en søskendeflok på fem:
- Emil (1874 – 1955)
- Aline (1876 – 1897)
- Clovis (1879 – 1900)
- Paul Rollon kaldet Pola (1883 – 1961), som var den han havde mest kontakt med, og som siden blev maler og kunstskribent og bosatte sig i Norge.

Han blev dansk statsborger i 1909.
Jean René Gauguin giftede sig i 1913 med Clara Feddersen (1889 – 1966) og de fik sønnen Pierre Sylvester Gauguin. Han giftede sig anden gang 1935 med tegneren Sys Poulsen (1909 – 1999), og de fik datteren Lulu Gauguin i 1937 (død 1972). Jean René Gauguin er morfar til musikerne Alberte Winding og Aske Bentzon.
Han er begravet på Vestre Kirkegård i København.